# یواس‌اس انکورج (ال‌اس‌دی-۳۶)
یواس‌اس انکورج (ال‌اس‌دی-۳۶) (به انگلیسی: USS Anchorage (LSD-36)) یک کشتی بود که طول آن ۵۵۳ فوت (۱۶۹ متر) بود. این کشتی در سال ۱۹۶۸ ساخته شد.